# Tú sí que vales (Italia)
Tú sí que vales è un programma televisivo italiano di genere talent show, comico, varietà e game show, in onda in prima serata su Canale 5 dal 4 ottobre 2014. Il programma è giunto all'undicesima edizione e viene registrato presso lo studio 8 del Centro Titanus Elios di Roma.

## Il programma
Il programma è basato sull'omonimo format di origine spagnola andato in onda tra il 2008 e il 2013 su Telecinco, controparte spagnola di Canale 5 e nel 2016 su La Sexta con il nome ¡Tú sí que sí!. Il programma è stato scritto da Barbara Cappi, Giona Peduzzi, Mauro Monaco, Walter Corda, Martina Marino, Francesca Picozza, Luca Conti, Enrico Matzeu e Simón Pietro Giudice; lo ha ideato Maria De Filippi insieme a Gerry Scotti. Al programma possono partecipare tutti coloro che hanno un'abilità, sia canto, ballo o altro. Esso nasce dall'esigenza di Mediaset di sostituire il format Italia's Got Talent, andato in onda su Canale 5 dal 2009 al 2013 e passato nel febbraio 2014 su Sky per il mancato rinnovo dei diritti di produzione e realizzazione a causa dei costosi vincoli richiesti da FremantleMedia e nel 2023 su Disney+, detentrice del format di Simon Cowell. Mediaset e Fascino PGT (di proprietà della produttrice e conduttrice Maria De Filippi per il 50%) decidono così di affidarsi a un format molto simile allora appartenente alla consorella iberica Mediaset España, ossia Tú sí que vales, andato in onda in Spagna con successo fino al 2013 e di acquistarne i diritti per importarlo in Italia. Il vincitore del programma si aggiudica il montepremi di 100 000 euro.
I possibili nomi del programma prima della sua messa in onda erano Tu sì che vali! oppure Sei tu che vali!, ma poi si decise di mantenere il nome originale del format, lasciandolo in lingua spagnola.
Per la prima edizione del programma Belén Rodríguez fu designata alla conduzione in solitaria, per poi essere affiancata, su scelta di Maria De Filippi, dal giovane volto del web e youtuber Francesco Sole (nome d'arte di Gabriele Dotti), al suo esordio in televisione presenza confermata anche per la seconda. Per l'edizione successiva, la terza, Belén venne riconfermata, mentre quest'ultimo venne sostituito dal cuoco Simone Rugiati. Dalla quarta alla nona edizione, ad affiancare Belén furono scelti Martín Castrogiovanni e Alessio Sakara, insieme alla ballerina Giulia Stabile nell'ottava e nella nona edizione. Dalla decima edizione, in seguito all'abbandono di Belén, il programma viene condotto solo dal trio composto da Martín Castrogiovanni, Alessio Sakara e Giulia Stabile.

### Modifiche del logo
Dal 4 ottobre 2014 al 19 novembre 2022 il logo era invariato, dal 18 settembre 2021 viene ingrandito mentre dal 23 settembre 2023 è stato modificato con l'aggiunta di una marcatura azzurra neon nella scritta. Invece, durante le puntate finali di ogni edizione il logo diventa di colore giallo oro.

### Studi televisivi
| Studio televisivo                       | Edizioni | Edizioni | Edizioni | Edizioni | Edizioni | Edizioni | Edizioni | Edizioni | Edizioni | Edizioni | Edizioni | Edizioni | Totale |
| Studio televisivo                       | 1ª       | 2ª       | 3ª       | 4ª       | 5ª       | 6ª       | 7ª       | 8ª       | 9ª       | 10ª      | 11ª      | 12ª      | Totale |
| --------------------------------------- | -------- | -------- | -------- | -------- | -------- | -------- | -------- | -------- | -------- | -------- | -------- | -------- | ------ |
| Studio 8 del Centro Titanus Elios, Roma |          |          |          |          |          |          |          |          |          |          |          |          | 11     |

## Cast

### Conduzione
| Conduzione            | Edizioni | Edizioni | Edizioni | Edizioni | Edizioni | Edizioni | Edizioni | Edizioni | Edizioni | Edizioni | Edizioni | Edizioni | Totale |
| Conduzione            | 1ª       | 2ª       | 3ª       | 4ª       | 5ª       | 6ª       | 7ª       | 8ª       | 9ª       | 10ª      | 11ª      | 12ª      | Totale |
| --------------------- | -------- | -------- | -------- | -------- | -------- | -------- | -------- | -------- | -------- | -------- | -------- | -------- | ------ |
| Belén Rodríguez       |          |          |          |          |          |          |          |          |          |          |          |          | 9      |
| Francesco Sole        |          |          |          |          |          |          |          |          |          |          |          |          | 2      |
| Simone Rugiati        |          |          |          |          |          |          |          |          |          |          |          |          | 1      |
| Martín Castrogiovanni |          |          |          |          |          |          |          |          |          |          |          |          | 9      |
| Alessio Sakara        |          |          |          |          |          |          |          |          |          |          |          |          | 9      |
| Giulia Stabile        |          |          |          |          |          |          |          |          |          |          |          |          | 5      |

### Giuria
| Giuria              | Edizioni | Edizioni | Edizioni | Edizioni | Edizioni | Edizioni | Edizioni | Edizioni | Edizioni | Edizioni | Edizioni | Edizioni | Totale |
| Giuria              | 1ª       | 2ª       | 3ª       | 4ª       | 5ª       | 6ª       | 7ª       | 8ª       | 9ª       | 10ª      | 11ª      | 12ª      | Totale |
| ------------------- | -------- | -------- | -------- | -------- | -------- | -------- | -------- | -------- | -------- | -------- | -------- | -------- | ------ |
| Maria De Filippi    |          |          |          |          |          |          |          |          |          |          |          |          | 12     |
| Rudy Zerbi          |          |          |          |          |          |          |          |          |          |          |          |          | 12     |
| Gerry Scotti        |          |          |          |          |          |          |          |          |          |          |          |          | 11     |
| Teo Mammucari       |          |          |          |          |          |          |          |          |          |          |          |          | 7      |
| Luciana Littizzetto |          |          |          |          |          |          |          |          |          |          |          |          | 3      |
| Paolo Bonolis       |          |          |          |          |          |          |          |          |          |          |          |          | 1      |

### Giuria popolare
| Giuria popolare | Edizioni | Edizioni | Edizioni | Edizioni | Edizioni | Edizioni | Edizioni | Edizioni | Edizioni | Edizioni | Edizioni | Edizioni | Totale |
| Giuria popolare | 1ª       | 2ª       | 3ª       | 4ª       | 5ª       | 6ª       | 7ª       | 8ª       | 9ª       | 10ª      | 11ª      | 12ª      | Totale |
| --------------- | -------- | -------- | -------- | -------- | -------- | -------- | -------- | -------- | -------- | -------- | -------- | -------- | ------ |
| Emma            |          |          |          |          |          |          |          |          |          |          |          |          | 1      |
| Paolo Bonolis   |          |          |          |          |          |          |          |          |          |          |          |          | 1      |
| Francesco Totti |          |          |          |          |          |          |          |          |          |          |          |          | 1      |
| Mara Venier     |          |          |          |          |          |          |          |          |          |          |          |          | 4      |
| Iva Zanicchi    |          |          |          |          |          |          |          |          |          |          |          |          | 1      |
| Sabrina Ferilli |          |          |          |          |          |          |          |          |          |          |          |          | 7      |

### Presenze fisse
| Presenza fissa               | Edizioni | Edizioni | Edizioni | Edizioni | Edizioni | Edizioni | Edizioni | Edizioni | Edizioni | Edizioni | Edizioni | Edizioni | Totale |
| Presenza fissa               | 1ª       | 2ª       | 3ª       | 4ª       | 5ª       | 6ª       | 7ª       | 8ª       | 9ª       | 10ª      | 11ª      | 12ª      | Totale |
| ---------------------------- | -------- | -------- | -------- | -------- | -------- | -------- | -------- | -------- | -------- | -------- | -------- | -------- | ------ |
| Giovanni Iovino (Giovannino) |          |          |          |          |          |          |          |          |          |          |          |          | 5      |

## Edizioni
| Edizione | Anno | Conduzione      | Conduzione            | Conduzione     | Conduzione     | Periodo           | Periodo          | Puntate | Giuria           | Giuria       | Giuria     | Giuria              | Giudice popolare | Giudice popolare | Presenza fissa               | Regia            | Regia          | Regia             | Studio                                  | Vincitori                        |
| Edizione | Anno | Conduzione      | Conduzione            | Conduzione     | Conduzione     | Inizio            | Fine             | Puntate | Giuria           | Giuria       | Giuria     | Giuria              | Giudice popolare | Giudice popolare | Presenza fissa               | Regia            | Regia          | Regia             | Studio                                  | Vincitori                        |
| -------- | ---- | --------------- | --------------------- | -------------- | -------------- | ----------------- | ---------------- | ------- | ---------------- | ------------ | ---------- | ------------------- | ---------------- | ---------------- | ---------------------------- | ---------------- | -------------- | ----------------- | --------------------------------------- | -------------------------------- |
| 1ª       | 2014 | Belén Rodríguez | Francesco Sole        | Francesco Sole | Francesco Sole | 4 ottobre 2014    | 29 novembre 2014 | 9       | Maria De Filippi | Gerry Scotti | Rudy Zerbi | Non presente        | Mara Venier      | Emma             | Non presente                 | Paolo Carcano    | Andrea Vicario | Non presenti      | Studio 8 del Centro Titanus Elios, Roma | Claire Francisci e Alessio Bucci |
| 1ª       | 2014 | Belén Rodríguez | Francesco Sole        | Francesco Sole | Francesco Sole | 4 ottobre 2014    | 29 novembre 2014 | 9       | Maria De Filippi | Gerry Scotti | Rudy Zerbi | Non presente        | Paolo Bonolis    | Francesco Totti  | Non presente                 | Paolo Carcano    | Andrea Vicario | Non presenti      | Studio 8 del Centro Titanus Elios, Roma | Claire Francisci e Alessio Bucci |
| 2ª       | 2015 | Belén Rodríguez | Francesco Sole        | Francesco Sole | Francesco Sole | 12 settembre 2015 | 21 novembre 2015 | 10      | Maria De Filippi | Gerry Scotti | Rudy Zerbi | Non presente        | Mara Venier      | Mara Venier      | Non presente                 | Paolo Carcano    | Andrea Vicario | Non presenti      | Studio 8 del Centro Titanus Elios, Roma | Angelica Bongiovanni             |
| 3ª       | 2016 | Belén Rodríguez | Simone Rugiati        | Simone Rugiati | Simone Rugiati | 24 settembre 2016 | 26 novembre 2016 | 9       | Maria De Filippi | Gerry Scotti | Rudy Zerbi | Teo Mammucari       | Mara Venier      | Mara Venier      | Non presente                 | Paolo Carcano    | Andrea Vicario | Non presenti      | Studio 8 del Centro Titanus Elios, Roma | Edson D'Alessandro               |
| 4ª       | 2017 | Belén Rodríguez | Martín Castrogiovanni | Alessio Sakara | Non presente   | 30 settembre 2017 | 9 dicembre 2017  | 11      | Maria De Filippi | Gerry Scotti | Rudy Zerbi | Teo Mammucari       | Mara Venier      | Mara Venier      | Non presente                 | Paolo Carcano    | Andrea Vicario | Non presenti      | Studio 8 del Centro Titanus Elios, Roma | Salah the Entertainer            |
| 5ª       | 2018 | Belén Rodríguez | Martín Castrogiovanni | Alessio Sakara | Non presente   | 29 settembre 2018 | 1º dicembre 2018 | 9       | Maria De Filippi | Gerry Scotti | Rudy Zerbi | Teo Mammucari       | Iva Zanicchi     | Iva Zanicchi     | Non presente                 | Paolo Carcano    | Andrea Vicario | Non presenti      | Studio 8 del Centro Titanus Elios, Roma | Marcin Patrzalek                 |
| 6ª       | 2019 | Belén Rodríguez | Martín Castrogiovanni | Alessio Sakara | Non presente   | 19 ottobre 2019   | 14 dicembre 2019 | 9       | Maria De Filippi | Gerry Scotti | Rudy Zerbi | Teo Mammucari       | Sabrina Ferilli  | Sabrina Ferilli  | Non presente                 | Paolo Carcano    | Andrea Vicario | Non presenti      | Studio 8 del Centro Titanus Elios, Roma | Enrica Musto                     |
| 7ª       | 2020 | Belén Rodríguez | Martín Castrogiovanni | Alessio Sakara | Non presente   | 12 settembre 2020 | 28 novembre 2020 | 12      | Maria De Filippi | Gerry Scotti | Rudy Zerbi | Teo Mammucari       | Sabrina Ferilli  | Sabrina Ferilli  | Non presente                 | Paolo Carcano    | Andrea Vicario | Non presenti      | Studio 8 del Centro Titanus Elios, Roma | Andrea Paris                     |
| 8ª       | 2021 | Belén Rodríguez | Martín Castrogiovanni | Alessio Sakara | Giulia Stabile | 18 settembre 2021 | 27 novembre 2021 | 11      | Maria De Filippi | Gerry Scotti | Rudy Zerbi | Teo Mammucari       | Sabrina Ferilli  | Sabrina Ferilli  | Giovanni Iovino (Giovannino) | Paolo Carcano    | Andrea Vicario | Massimiliano Papi | Studio 8 del Centro Titanus Elios, Roma | Sadeck - Geometrie Variable      |
| 9ª       | 2022 | Belén Rodríguez | Martín Castrogiovanni | Alessio Sakara | Giulia Stabile | 17 settembre 2022 | 19 novembre 2022 | 10      | Maria De Filippi | Gerry Scotti | Rudy Zerbi | Teo Mammucari       | Sabrina Ferilli  | Sabrina Ferilli  | Giovanni Iovino (Giovannino) | Gian Marco Mori  | Andrea Vicario | Non presenti      | Studio 8 del Centro Titanus Elios, Roma | Marco Mingardi                   |
| 10ª      | 2023 | Non presente    | Martín Castrogiovanni | Alessio Sakara | Giulia Stabile | 23 settembre 2023 | 18 novembre 2023 | 9       | Maria De Filippi | Gerry Scotti | Rudy Zerbi | Luciana Littizzetto | Sabrina Ferilli  | Sabrina Ferilli  | Giovanni Iovino (Giovannino) | Stefano Carriero | Andrea Vicario | Non presenti      | Studio 8 del Centro Titanus Elios, Roma | Samuele Palumbo                  |
| 11ª      | 2024 | Non presente    | Martín Castrogiovanni | Alessio Sakara | Giulia Stabile | 21 settembre 2024 | 16 novembre 2024 | 9       | Maria De Filippi | Gerry Scotti | Rudy Zerbi | Luciana Littizzetto | Sabrina Ferilli  | Sabrina Ferilli  | Giovanni Iovino (Giovannino) | Stefano Carriero | Andrea Vicario | Non presenti      | Studio 8 del Centro Titanus Elios, Roma | Matteo Fraziano                  |

### Prima edizione (2014)
La prima edizione italiana di Tú sí que vales è andata in onda in prima serata su Canale 5 dal 4 ottobre al 29 novembre 2014 per nove puntate di sabato (otto di audizioni e una finale unica). Le registrazioni si sono svolte presso lo studio 8 del Centro Titanus Elios di Roma dal 18 settembre 2014. L'edizione è stata condotta da Belén Rodríguez, affiancata da Francesco Sole, con la giuria (composta da Maria De Filippi, Gerry Scotti e Rudy Zerbi), mentre la giuria popolare era composta da Francesco Totti (nella prima e nella sesta puntata), Emma (nella seconda puntata), Paolo Bonolis (nella quarta puntata) e da Mara Venier (dalla terza alla nona puntata, eccetto la quarta e la sesta). La finale è andata in onda in diretta ed è stata vinta dalla coppia di pole dancer Claire Francisci e Alessio Bucci.

### Seconda edizione (2015)
Il 30 novembre 2014 sono stati ufficialmente aperti i casting per la seconda edizione.
La seconda edizione è andata in onda in prima serata su Canale 5 dal 12 settembre al 21 novembre 2015 per dieci puntate di sabato (nove di audizioni e una finale unica), mentre le registrazioni sono iniziate a fine luglio 2015. L'edizione è stata condotta da Belén Rodríguez, affiancata da Francesco Sole, con la giuria (Maria De Filippi, Gerry Scotti e Rudy Zerbi) e Mara Venier nella giuria popolare. Le registrazioni si sono svolte sempre presso lo studio 8 del Centro Titanus Elios di Roma. La finale è stata registrata una settimana prima della messa in onda ed è stata vinta dall'acrobata Angelica Bongiovonni.

### Terza edizione (2016)
Il 22 novembre 2015 sono stati ufficialmente aperti i casting per la terza edizione.
La terza edizione è andata in onda in prima serata su Canale 5 dal 24 settembre al 26 novembre 2016 per nove puntate di sabato (otto di audizioni e una finale unica), mentre i casting sono iniziati da gennaio 2016. L'edizione è stata condotta da Belén Rodríguez, affiancata da Simone Rugiati, e i quattro giudici (Maria De Filippi, Gerry Scotti, Rudy Zerbi e Teo Mammucari) e Mara Venier nella giuria popolare. Le registrazioni si sono svolte sempre presso lo studio 8 del Centro Titanus Elios di Roma. La finale è andata in onda in diretta ed è stata vinta dal cantante Edson D'Alessandro.

### Quarta edizione (2017)
Il 27 novembre 2016 sono stati ufficialmente aperti i casting per la quarta edizione.
La quarta edizione è andata in onda in prima serata su Canale 5 dal 30 settembre al 9 dicembre 2017 per undici puntate di sabato (nove di audizioni, una semifinale e una finale). Fra le novità Belén Rodríguez è affiancata nella conduzione da Martín Castrogiovanni e, fino alla quinta puntata, Alessio Sakara e i quattro giudici (Maria De Filippi, Gerry Scotti, Rudy Zerbi e Teo Mammucarri) e Mara Venier nella giuria popolare. Le registrazioni si sono svolte sempre presso lo studio 8 del Centro Titanus Elios di Roma. La finale è andata in onda in diretta ed è stata vinta dal ballerino Salah The Entertainer.

### Quinta edizione (2018)
Il 26 novembre 2017 sono stati ufficialmente aperti i casting per la quinta edizione.
La quinta edizione è andata in onda in prima serata su Canale 5 dal 29 settembre al 1º dicembre 2018 per nove puntate di sabato. Confermato il terzetto che ha condotto la quarta edizione e i quattro giudici, mentre fra le novità c'è Iva Zanicchi che prende il posto di Mara Venier nella giuria popolare. Le registrazioni si sono svolte sempre presso lo studio 8 del Centro Titanus Elios di Roma. La finale è andata in onda in diretta ed è stata vinta dal cantante e chitarrista Marcin Patrzalek.
Tre delle nove puntate di questa edizione sono state riproposte in prima serata su Canale 5 dal 19 al 30 giugno 2020.

### Sesta edizione (2019)
Il 25 novembre 2018 sono stati ufficialmente aperti i casting per la sesta edizione.
La sesta edizione è andata in onda in prima serata su Canale 5 dal 19 ottobre al 14 dicembre 2019 per nove puntate di sabato. Confermato il terzetto, formato da Belén Rodríguez, Martín Castrogiovanni e Alessio Sakara, che ha condotto la quinta edizione, e i quattro giudici (Maria De Filippi, Gerry Scotti, Rudy Zerbi e Teo Mammucari), mentre fra le novità c'è Sabrina Ferilli che prende il posto di Iva Zanicchi nella giuria popolare. Le registrazioni si sono svolte sempre presso lo studio 8 del Centro Titanus Elios di Roma. La finale è andata in onda in diretta ed è stata vinta dalla cantante lirica Enrica Musto.
Questa edizione è stata riproposta in prima serata su Canale 5 durante il lock-down dovuto alla pandemia da COVID-19 dal 15 aprile al 10 giugno 2020.

### Settima edizione (2020)
Il 26 febbraio 2020 sono stati ufficialmente aperti i casting per la settima edizione.
La settima edizione è andata in onda in prima serata su Canale 5 dal 12 settembre al 28 novembre 2020 per dodici puntate di sabato. Sono confermati il terzetto, formato da Belén Rodríguez, Martín Castrogiovanni e Alessio Sakara, che hanno condotto l'edizione precedente, la sesta, i quattro giudici (Maria De Filippi, Gerry Scotti, Rudy Zerbi e Teo Mammucari), e Sabrina Ferilli nella giuria popolare per la seconda edizione consecutiva. Le registrazioni si sono svolte sempre presso lo studio 8 del Centro Titanus Elios di Roma. Da questa edizione è stato cambiato il colore delle poltrone dei giudici che da bianche, sono diventate nere. La finale è andata in onda in diretta ed è stata vinta dal mago comico Andrea Paris.

### Ottava edizione (2021)
Il 23 dicembre 2020 sono stati ufficialmente aperti i casting per l'ottava edizione.
L'ottava edizione è andata in onda in prima serata su Canale 5 dal 18 settembre al 27 novembre 2021 per undici puntate di sabato. Sono confermati il terzetto, formato da Belén Rodríguez, Martín Castrogiovanni e Alessio Sakara, che hanno condotto l'edizione precedente, la settima, i quattro giudici (Maria De Filippi, Gerry Scotti, Rudy Zerbi e Teo Mammucari), e Sabrina Ferilli nella giuria popolare per la terza edizione consecutiva. Una delle nuove novità di questa edizione è stata la ballerina Giulia Stabile (vincitrice della ventesima edizione di Amici di Maria De Filippi) che ricopre il ruolo di quarta conduttrice e quella del personaggio Giovannino, un omino in mantello rosso e con la faccia truccata in blu interpretato da Giovanni Iovino. Le registrazioni si sono svolte sempre presso lo studio 8 del Centro Titanus Elios di Roma. La finale è andata in onda in diretta ed è stata vinta dal crew Sadeck - Geometrie Variable.

### Nona edizione (2022)
Il 28 marzo 2022 sono stati ufficialmente aperti i casting per la nona edizione.
La nona edizione è andata in onda in prima serata su Canale 5 dal 17 settembre al 19 novembre 2022 per dieci puntate di sabato, sempre con la conduzione di Belén Rodríguez, Martín Castrogiovanni, Alessio Sakara e della riconferma della ballerina Giulia Stabile. Alla giuria i quattro giudici Maria De Filippi, Gerry Scotti, Rudy Zerbi e Teo Mammucari, e Sabrina Ferilli nella giuria popolare per la quarta edizione consecutiva. È stato riconfermato anche il personaggio di Giovannino, un omino in mantello rosso e con la faccia truccata in blu interpretato da Giovanni Iovino. Le registrazioni sono iniziate l'11 luglio 2022 e si sono svolte sempre presso lo studio 8 del Centro Titanus Elios di Roma. In questa edizione è cambiata la poltrona di Sabrina Ferilli, con un nuovo stile ed un colore arancio. Dopo tre edizioni in cui TIM era sponsor del programma, in quest'edizione lo sponsor è diventato Sky Glass. La finale è andata in onda in diretta ed è stata vinta dall'imitatore Marco Mingardi.

### Decima edizione (2023)
Il 25 gennaio 2023 sono stati ufficialmente aperti i casting per la decima edizione.
La decima edizione è andata in onda in prima serata su Canale 5 dal 23 settembre al 18 novembre 2023 per nove puntate di sabato, sempre con la conduzione di Martín Castrogiovanni, Alessio Sakara e della ballerina Giulia Stabile, stavolta senza Belén Rodríguez (la quale aveva abbandonato il programma). Alla giuria invece, sono stati riconfermati Maria De Filippi, Gerry Scotti e Rudy Zerbi con la new entry Luciana Littizzetto (che è subentrata al posto di Teo Mammucari) e Sabrina Ferilli nella giuria popolare per la quinta edizione consecutiva. È stato riconfermato anche il personaggio di Giovannino, un omino in mantello rosso e con la faccia truccata in blu interpretato da Giovanni Iovino. Le registrazioni si sono svolte sempre presso lo studio 8 del Centro Titanus Elios di Roma dal 10 luglio al 5 settembre 2023, con la scelta di tutti i finalisti che si giocano la finale nell'ultima puntata in diretta. In quest'edizione lo sponsor è diventato Air Action. La finale è andata in onda in diretta ed è stata vinta dal violinista Samuele Palumbo.

### Undicesima edizione (2024)
Il 12 gennaio 2024 sono stati ufficialmente aperti i casting per l'undicesima edizione.
L'undicesima edizione è andata in onda in prima serata su Canale 5 dal 21 settembre al 16 novembre 2024 per nove puntate di sabato, sempre con la conduzione di Martín Castrogiovanni, Alessio Sakara e della ballerina Giulia Stabile. Alla giuria invece, sono stati riconfermati Maria De Filippi, Gerry Scotti, Rudy Zerbi e Luciana Littizzetto e Sabrina Ferilli nella giuria popolare per la sesta edizione consecutiva. È stato riconfermato anche il personaggio di Giovannino, un omino in mantello rosso e con la faccia truccata in blu interpretato da Giovanni Iovino. Le registrazioni si sono svolte sempre presso lo studio 8 del Centro Titanus Elios di Roma dall'8 luglio al 3 settembre 2024, con la scelta di tutti i finalisti che si giocano la finale nell'ultima puntata in diretta. La finale è andata in onda in diretta ed è stata vinta dall'artista delle ombre cinesi Matteo Fraziano.

### Dodicesima edizione (2025)
A inizio 2025 sono iniziati i casting per la dodicesima edizione.
Andrà in onda in prima serata su Canale 5 a fine estate di sabato, sempre con la conduzione di Martín Castrogiovanni, Alessio Sakara e della ballerina Giulia Stabile. Alla giuria invece, sono stati riconfermati Maria De Filippi, Rudy Zerbi, Luciana Littizzetto e Sabrina Ferilli (nella giuria popolare per il settimo anno consecutivo). A essi si unisce Paolo Bonolis (già giudice popolare nella quarta puntata della prima edizione) che subentra a Gerry Scotti il quale lascia il programma per dedicarsi a nuovi progetti di Mediaset. È stato riconfermato anche il personaggio di Giovannino, un omino in mantello rosso e con la faccia truccata in blu interpretato da Giovanni Iovino. Le registrazioni sono iniziate il 19 giugno 2025, con la scelta di tutti i finalisti che si giocano la finale nell'ultima puntata in diretta.

## Audience
| Edizione | Rete televisiva | Anno | Stagione       | Programmazione | Programmazione | Programmazione | Programmazione | Programmazione | Programmazione | Programmazione | Media auditel  | Media auditel | Premiere       | Premiere | Finale         | Finale | Il meglio      | Il meglio |
| Edizione | Rete televisiva | Anno | Stagione       | L              | M              | M              | G              | V              | S              | D              | Telespettatori | Share         | Telespettatori | Share    | Telespettatori | Share  | Telespettatori | Share     |
| -------- | --------------- | ---- | -------------- | -------------- | -------------- | -------------- | -------------- | -------------- | -------------- | -------------- | -------------- | ------------- | -------------- | -------- | -------------- | ------ | -------------- | --------- |
| 1ª       | Canale 5        | 2014 | autunno        |                |                |                |                |                |                |                | 5 000 000      | 23,62%        | 3 940 000      | 20,01%   | 5 779 000      | 27,50% | 3 157 000      | 15,81%    |
| 2ª       | Canale 5        | 2015 | estate-autunno | 4 518 000      | 22,90%         | 3 340 000      | 19,35%         | 5 031 000      | 24,11%         | 3 269 000      | 17,16%         |               |                |          |                |        |                |           |
| 3ª       | Canale 5        | 2016 | autunno        | 4 579 000      | 23,87%         | 3 658 000      | 20,16%         | 5 100 000      | 27,53%         | 3 268 000      | 16,50%         |               |                |          |                |        |                |           |
| 4ª       | Canale 5        | 2017 | autunno        | 5 217 000      | 28,07%         | 4 996 000      | 29,62%         | 5 299 000      | 27,43%         | 3 595 000      | 19,40%         |               |                |          |                |        |                |           |
| 5ª       | Canale 5        | 2018 | autunno        | 5 198 000      | 29,56%         | 4 761 000      | 28,76%         | 5 325 000      | 29,84%         | 2 987 000      | 18,29%         |               |                |          |                |        |                |           |
| 6ª       | Canale 5        | 2019 | autunno        | 5 295 000      | 29,39%         | 4 988 000      | 28,01%         | 5 151 000      | 31,27%         | 2 906 000      | 17,40%         |               |                |          |                |        |                |           |
| 7ª       | Canale 5        | 2020 | estate-autunno | 4 911 000      | 26,12%         | 4 185 000      | 28,07%         | 6 165 000      | 33,09%         | 2 836 000      | 15,40%         |               |                |          |                |        |                |           |
| 8ª       | Canale 5        | 2021 | estate-autunno | 4 423 000      | 26,61%         | 4 138 000      | 26,99%         | 4 430 000      | 28,02%         | –              | –              |               |                |          |                |        |                |           |
| 9ª       | Canale 5        | 2022 | estate-autunno | 3 996 000      | 27,90%         | 3 864 000      | 28,24%         | 4 012 000      | 28,89%         | 3 048 000      | 22,60%         |               |                |          |                |        |                |           |
| 10ª      | Canale 5        | 2023 | autunno        | 3 929 000      | 28,68%         | 4 191 000      | 31,04%         | 3 980 000      | 28,15%         | 2 231 000      | 17,22%         |               |                |          |                |        |                |           |
| 11ª      | Canale 5        | 2024 | estate-autunno | 3 486 000      | 25,21%         | 3 636 000      | 28,52%         | 3 378 000      | 24,71%         | –              | –              |               |                |          |                |        |                |           |

## Meccanismo
Il programma prevede delle puntate di audizioni nelle quali i concorrenti si presentano davanti alla giuria (composta inizialmente da Maria De Filippi, Gerry Scotti e Rudy Zerbi) per dimostrare le proprie peculiarità, la propria bravura e il proprio talento su diverse discipline. Oltre al trio dei giudici, rimasto immutato da Italia's Got Talent per garantire continuità al pubblico di Canale 5, c'è anche una giuria popolare, cioè il pubblico, che esprime il proprio voto attraverso dei telecomandi.
La giuria popolare è capitanata da un giudice popolare (un vero e proprio quinto giudice), che ha il compito di rivelare il voto espresso dalla giuria popolare. Il capo della giuria popolare, inizialmente diverso di puntata in puntata, ha poi visto la presenza fissa di Mara Venier nel ruolo di quarto giudice del programma, a seguito dell'intesa trovata con i tre giudici, che ha influito in modo positivo sia sul ritmo che sugli ascolti. Dalla terza edizione al trio Zerbi-De Filippi-Scotti si è aggiunto un quarto giudice, Teo Mammucari, mentre Mara Venier (che inizialmente doveva essere il quarto giudice fisso) rimane a capo della giuria popolare. Il simbolo del programma è l'ologramma di una grande clessidra realizzato con un laser, che scandisce il tempo dei minuti messi a disposizione dalla produzione per le esibizioni dei concorrenti. Nella quinta edizione Iva Zanicchi prende il posto di Mara Venier. Dalla sesta edizione, invece, il ruolo di capo della giuria popolare è ricoperto da Sabrina Ferilli. Dalla decima edizione Luciana Littizzetto entra in giuria, prendendo il posto di Teo Mammucari.
Per aggiungere o togliere il tempo alla clessidra i giudici utilizzano una bacchetta, di cui dispone anche il presidente di giuria, ma con la quale può solo allungare il tempo alle esibizioni (per regolamento solo due volte a puntata). Un tocco sulla parte alta della clessidra accelera la discesa della sabbia, mentre un tocco sulla parte bassa fa risalire la sabbia e prolunga l'esibizione. Se i giudici tolgono il tempo la clessidra diventa arancione, ma se i giudici decidono di aggiungere tempo essa diventa verde. Se tutti i giudici tolgono il tempo all'esibizione essa si interrompe automaticamente dopo 15 secondi e la clessidra diventa rossa.
Per ottenere il ripescaggio i concorrenti devono ottenere almeno due giudizi positivi (tre dalla terza edizione), mentre se non si raggiunge tale numero di consensi i concorrenti vengono eliminati e non possono accedere alla finale del programma. Il giudizio della giuria popolare può ribaltare il giudizio dei tre giudici: se il voto è unanime i concorrenti passano al turno successivo senza altre condizioni. La frase di rito che i giudici utilizzano per esprimere il loro consenso è per me vale, mentre per esprimere il loro dissenso utilizzano la frase per me non vale. Talvolta i giudici utilizzano anche la frase originale del programma, ovvero Tú sí que vales, per esprimere un giudizio positivo. Con la terza edizione viene aggiunta una nuova regola: se il concorrente guadagna quattro sì e un 100% positivo dalla giuria popolare i giudici hanno trenta secondi per salire sul palco, a loro discrezione, e nel caso ciò avvenisse il concorrente passerebbe direttamente in finale. Questa è un'interpretazione del programma del Golden Buzzer di Italia's Got Talent. Dalla terza edizione, se il concorrente guadagna almeno il 75% dalla giuria popolare, passa il turno senza altre condizioni (anche se i giudici hanno detto no).
Dalla decima edizione, il meccanismo viene leggermente modificato, infatti è presente una piccola clessidra posseduta da ciascuno dei giudici: se un concorrente non riesce a passare il turno, ma è ritenuto particolarmente meritevole da parte di uno dei giudici, riceverà da parte sua la clessidra e otterrà una seconda possibilità, a condizione che la nuova esibizione avvenga nel corso della stessa puntata e ottenga il 100% delle valutazioni positive.
Nelle prime due puntate della prima edizione, con Francesco Totti ed Emma come giudici popolari, il presentatore Francesco Sole consegnava ai concorrenti un post-it che conteneva il giudizio positivo (con la frase Tu si que vales) o negativo (con la frase Tu si que non vales) dei giudici, ma dalla terza puntata (con Mara Venier giudice popolare) questo rito non si è più verificato, a eccezione della sesta puntata, dove ricompare durante le esibizioni alla presenza di Totti (registrate infatti nelle prime sessioni di registrazione del programma). I presentatori del programma hanno il compito di presentare i concorrenti e di seguire le loro esibizioni, inoltre possono intervenire in favore dei concorrenti raccomandandoli ai giudici.
Il programma non prevede delle semifinali, infatti i giudici scelgono direttamente i finalisti durante l'ultima puntata di audizioni, cioè quella che precede la finale. A differenza di quanto avveniva a Italia's Got Talent, dove la selezione era a porte chiuse e i giudici rivedevano le esibizioni dei concorrenti con foto e video e con una scelta che avrebbe portato alla selezione dei talenti visti nelle puntate precedenti, in questo programma invece viene adoperata la modalità della sfida (così come avviene già nel talent Amici di Maria De Filippi), ma solo per alcuni concorrenti. Due o tre concorrenti, anche di diversa disciplina, si devono scontrare davanti ai tre giudici (la giuria popolare in questo caso non vota e si astiene dal giudizio), che devono scegliere uno di loro attraverso la maggioranza semplice, mandandolo in finale. Gli altri finalisti scelti dai giudici vengono svelati dai conduttori, i quali vanno a incontrarli personalmente o li contattano tramite video-chiamata su Skype per informarli che hanno guadagnato un posto nella finale.
Durante la finale, che viene trasmessa in diretta, i finalisti si riesibiscono davanti ai giudici e il pubblico a casa, per mezzo del televoto, può decretare il vincitore. Nella puntata finale i conduttori hanno il compito di presentare i concorrenti in gara e di leggere in ordine casuale i loro nomi una volta che si è ufficialmente chiusa la competizione. La clessidra ha un ruolo importante anche nella finale del programma, infatti mentre i conduttori leggono i nomi dei concorrenti in ordine casuale essa diventa rossa per indicare quelli che vengono eliminati del tutto, verde per indicare quelli che andranno poi a formare il podio finale e che quindi si contenderanno la vittoria.

## Sigla
La sigla del programma è una versione ridotta della canzone Geronimo degli Sheppard.

## Accoglienza

### Critica e differenze conItalia's Got Talent
La critica televisiva ha messo in evidenza come il programma nella sua prima edizione sia stato sottoposto a delle modifiche strutturali (probabilmente dovute ai bassi consensi ottenuti nella prima puntata) che lo hanno reso più simile al suo predecessore Italia's Got Talent. Il montaggio, reputato piuttosto lento nella prima puntata, dalla seconda in poi è diventato molto più veloce e movimentato e sono stati aggiunti effetti speciali, come per esempio le animazioni dei giudici durante alcune esibizioni. Nonostante Tú sí que vales sia stato più volte accostato a Italia's Got Talent, non ha mai subito accuse penali di plagio, come invece era accaduto per il format originale spagnolo; questo perché il meccanismo della clessidra, la presenza della giuria popolare e la votazione del pubblico lo hanno notevolmente differenziato sia dal programma di Telecinco sia dal format Got Talent di fama mondiale. Successivamente la critica ha bocciato alcuni dei meccanismi che sono stati introdotti (in particolare quelli legati alla quarta giurata popolare Mara Venier) e ha promosso la conduzione di Belén Rodríguez, bocciando quella di Francesco Sole a causa di alcune controversie relative al metodo (o presunto tale) secondo il quale è (o sarebbe) stato selezionato dal web.

## Riconoscimenti
- Premio TV - Premio regia televisiva
  - 2016: Premio come Top Ten[18]